# Никитин, Николай Васильевич (Герой Социалистического Труда)
Николай Васильевич Никитин (азерб. Nikolay Vasilyeviç Nikitin; 3 мая 1926, Ивановка (Шемахинский уезд) — 5 июня 1994, Ивановка (Исмаиллинский район)) — советский азербайджанский организатор сельского хозяйства, Герой Социалистического Труда (1971). Заслуженный агроном Азербайджанской ССР (1981).

## Биография
Родился 3 мая 1926 года в селе Ивановка Шемахинского уезда Азербайджанской ССР (ныне село в Исмаиллинском районе).
Окончил Азербайджанский сельскохозяйственный институт (1968).
Участник Великой Отечественной войны.
С 1941 года — колхозник, с 1946 года — учётчик, счетовод колхоза имени Калинина. С 1951 года — председатель исполкома Ивановского сельского Совета депутатов трудящихся.
В 1953—1994 годах — председатель ордена Трудового Красного Знамени колхоза имени Калинина (с 1994 года — имени Никитина) Исмаиллинского района. До 1953 года колхоз числился самым отстающим в Исмаиллинском районе, колхозная касса была пуста, хозяйство разорено. Но с приходом Никитина колхоз стал развиваться. На этой работе молодой председатель показал себя умелым, честным и требовательным руководителем. Уже в первый год председательствования Николай Никитин решил расширить посев озимых, однако тракторов в колхозе не было и пахотная работа напрямую зависела от пахарей и быков. Для увеличения выработки пахарей Никитин стал агитировать за усердный труд — агитация не прошла даром, выработка пахарей достигла 60 соток, вместо прежних 20. В 1954 году под озимые зерновые в колхозе засеяны 3000 гектаров полей вместо прежних 1000, урожай с каждого гектара достиг рекордного для колхоза показателя — 18 центнеров с гектара. На уборку урожая в 1954 году из МТС прибыли комбайны и тракторы, всего колхоз получил и собрал 5400 тонн пшеницы. Трудным было и возрождение животноводства хозяйства — в декабре 1953 года запасы корма для коров кончились и колхоз был вынужден принять экстренные меры. По просьбе Николая Никитина колхозу был выделен участок близ села Гарабуджаг Кюрдамирского района, однако земля показалась малопригодной, но по настоянию председателя колхозники взялись за освоение этой территории — колхозники вспахали все 650 гектаров целины, засеяли ее и проводили подкормку удобрениями. В результате колхоз ежегодно стал получать с этого участка 1700 тонн сена, 2000 тонн силоса и сенажа, 30 тонн семян люцерны — затраты потраченные на освоение территории составили 90 тысяч рублей, а прибыль составила свыше 600 тысяч рублей, только от продажи семян люцерны колхоз выручал около 60 тысяч рублей. По предложению Николая Никитина в колхозе увеличена площадь под кормовые культуры, увеличен посев эспарцета, люцерны, кормовой свеклы, кукурузы. В хозяйстве было решено отказаться от выпаса коров в пользу содержания коров в стойлах, зоотехниками колхоза составлен летний и зимний рацион животных. Бухгалтеры колхоза решили высчитать количества денег, затрачиваемых на покупку комбикорма и пришли к выводу о создании кормцеха при хозяйстве. Создание кормцеха привело к ежегодной экономии 200 тысяч рублей, так как цена 1 килограмма комбикорма составляла 11 копеек, а покупка килограмма комбикорма у другого хозяйства выходила дороже на 9 копеек. Для удобства животных в колхоз закуплены навозоочистители, автопоилки и электронагреватели. Состояние коров заметно улучшилось, следовательно и увеличился надой — средний надой в 1954 году составлял всего лишь 210 тонн, но позже стал заметно увеличиваться: в 1966 году средний надой от каждой коровы составил 1376 килограмм, в 1971 году — 2204, в 1974 году — 3083, в 1975 году — 3213, в 1979 году — 3713 килограмм. Позже одной из развивающихся отраслей колхоза стало виноградарство, однако во время анти-алкогольной кампании 1980-х годов виноградники колхоза были под угрозой; решающую роль сыграл Николай Никитин, убедивший правительство не вырубать виноградники колхоза. К 1970-м годам колхоз стал миллионером, колхоз был награжден орденом Трудового Красного Знамени, почётными грамотами Совета Министров и Верховного Совета Азербайджанской ССР, трижды награжден переходящим Красным знаменем. Заметно увеличилось благосостояние работников хозяйства: все дома покрыты черепицей, проведены новые асфальтированные дороги, построены клуб, молочно-товарная и птицеводческая фермы, дом культуры, школа, больница и пекарня, установлен мемориал погибшим в Великой Отечественной войне, увеличена заработная плата трудящихся.
Указом Президиума Верховного Совета СССР от 8 апреля 1971 года за выдающиеся успехи, достигнутые в развитии сельскохозяйственного производства и выполнении пятилетнего плана продажи государству продуктов земледелия и животноводства Никитину Николаю Васильевичу присвоено звание Героя Социалистического Труда с вручением ордена Ленина и золотой медали «Серп и Молот».
Активно участвовал в общественной жизни Азербайджана. Член КПСС с 1951 года. Делегат XXIV и XXVI съездов КПСС, XXVII, XXVIII, XXIX, XXX, XXXI, XXXII съездов КП Азербайджана. Член ЦК КП Азербайджана (1971—1991). Депутат Верховного Совета Азербайджанской ССР 5-го, 6-го, 7-го, 8-го, 9-го, 10-го, 11-го и 12-го созывов (1959—1994), избрался членом Президиума.
Скончался 5 июня 1994 года в селе Ивановка Исмаиллинского района.

## Награды
- Золотая медаль «Серп и Молот» (08.04.1971);
- Орден Ленина (08.04.1971).
- Орден Ленина ( 12.12.1973)).
- Орден Октябрьской Революции (27.12.1976).
- Орден Отечественной войны 1 степени (11.03.1985)[1]
- Орден Трудового Красного Знамени (22.03.1966)
- Орден Дружбы народов (23.02.1981)
- «В ознаменование 100-летия со дня рождения Владимира Ильича Ленина» (6 апреля 1970)
- «За победу над Германией в Великой Отечественной войне 1941—1945 гг.» (9.5.1945)
- «20 лет Победы в Великой Отечественной войне 1941—1945 гг.» (7 мая 1965[2])
- «30 лет Победы в Великой Отечественной войне 1941—1945 гг.»[3]
- Медаль «Сорок лет Победы в Великой Отечественной войне 1941—1945 гг.»[4]
- Юбилейная медаль «50 лет Победы в Великой Отечественной войне 1941—1945 гг.»[5]
- «Ветеран труда»
- «30 лет Советской Армии и Флота»[6]
- «40 лет Вооружённых Сил СССР»[7]
- «50 лет Вооружённых Сил СССР» (26 декабря 1967[8])
- «60 лет Вооружённых Сил СССР» (28 января 1978[9])
- Знак «25 лет победы в Великой Отечественной войне» (1970)